# 刘广均
刘广均（1929年7月15日—），中国同位素分离专家。回族。生于天津。1952年毕业于清华大学物理系。核工业理化工程研究院高级工程师。1991年当选为中国科学院院士（学部委员）。